# Галант, Иван Борисович
Ива́н Бори́сович Га́лант (нем. Johann Baruch Galant; 20 февраля [4 марта] 1883, Кролевец, Черниговская губерния — 17 июня 1978, Гомель, Гомельская область, Белорусская ССР) — российский и советский врач-психиатр, профессор, основоположник научной психиатрии на Дальнем Востоке России, ученик Эйгена Блейлера (известнейшего психиатра, описавшего шизофрению и заложившего основы мировой клинической психиатрии), дважды доктор медицинских наук (1917, 1946). Учился в Швейцарии, работал в СССР: в Москве и в Хабаровске.
Профессор Хабаровского Ордена Трудового Красного Знамени государственного медицинского института (ХГМИ, ныне ДВГМУ), основатель и первый заведующий кафедры психиатрии Хабаровского мединститута с 1935 по 1968 год (с перерывом в 1938—1940 годах). Основатель эвроэндокринологии — направления в психиатрии, изучающего гениальность.

## Биография
Галант Иван Борисович родился 20 февраля (4 марта) 1883 года в городе Кролевец Черниговской губернии Российской империи (ныне Сумская область, Украина), в семье торговца. Окончил гимназию в России. В 1912 году семья выехала в Германию.
В 1912 году поступил на медицинский факультет Берлинского университета имени Гумбольдта; в 1914 году перевёлся сначала в Цюрихский университет в Швейцарии, затем в Базельский университет. В 1917 году, после окончания вуза, работал врачом-психиатром в лечебных учреждениях Швейцарии.
В 1922 году возвратился в Россию. Занимался научной деятельностью в Москве, возглавлял кафедру психиатрии в психиатрической клинике Первого Московского государственного медицинского университета имени И. М. Сеченова. В 1935 году назначен на должность главного врача психиатрической больницы ДВК (Хабаровск). 8 марта 1935 года приказом Народного комиссара здравоохранения РСФСР Г. Н. Каминского назначен первым заведующим кафедры психиатрии Хабаровского Ордена Трудового Красного Знамени государственного медицинского института (ХГМИ), в должности профессора. Руководил кафедрой в течение 30 лет (с перерывом).
В 1937—1939 годах арестован, 26 месяцев находился под следствием. Обвинялся в халатности при подборе больных для лекционных демонстраций. В результате один больной рассказал на лекции контрреволюционный анекдот, а второй больной на вопрос: «Кого вы нарисовали?», назвал фамилию «врага народа». В 1939 году обратился с жалобой в Верховный Суд СССР и был реабилитирован.
В 1948 году комиссия парткома при проверке научной состоятельности обнаружила недостатки: сомнительную статью «Кретинизм в марксизме», а также переписку с Максимом Горьким, отражённую в монографии «Психозы в творчестве Максима Горького». В том же году кафедра психиатрии ХГМИ была упразднена, остался лишь курс психиатрии при кафедре нервных болезней. В 1955 году кафедра психиатрии восстановлена.
В октябре 1968 года вышел на пенсию. В 1969 году являлся научным консультантом психиатрической больницы в Уссурийске (Приморский край). В 1970 году — переехал с Дальнего Востока России в Гомель (Беларусь), к дочери. Работал научным консультантом Гомельской областной психиатрической больницы.
Галант Иван Борисович скончался 17 июня 1978 года в Гомеле. Похоронен на городском кладбище «Осовцы» в Советском районе Гомеля.

## Научная деятельность
В 1917 году в Базельском университете Швейцарии защитил диссертацию «Рефлекс позвоночника — новый рефлекс в грудном возрасте», получил диплом доктора медицины. В СССР её не признавали.
В 1941 году в Хабаровском государственном медицинском институте представил к защите докторскую диссертацию на тему «Психофизиология галлюцинаций». Оппоненты указали, что «в своей концепции автор является вульгарным фрейдистом».
Я убедился, что можно быть прекрасным специалистом и научным работником и плохим диссертантом. И я один с моей диссертацией больше не в состоянии справиться. Один референт ВАК — невропатолог представил мою диссертацию в таком свете, что она сделалась чернее черного, другой референт ВАК — психиатр представил ее белее белого и третий представил ее в бледно-розовом свете. Скажите, что после этого делать бедному диссертанту? Мне сочувствуют, но переделывать надо…
В 1944 году в Томском медицинском институте защищал докторскую диссертацию на тему «Психопатология и клиника весеннее-летнего клещевого энцефалита». Его обвинили в плагиате, «в присвоении материалов клиники нервных болезней», где он изучал психические расстройства у больных клещевым энцефалитом.
Должен признать, что „собственность“, идущую во вред науке, я, безусловно, не признаю. Научные факты и всевозможные „случаи“ для того и существуют, чтобы их всесторонне изучали различные специалисты…
В 1946 году ВАК утвердил докторскую диссертацию. В 1953 году повторно присвоено учёное звание профессора.
Основал журнал «Клинический архив гениальности и одаренности (эвропатологии)»; выходил с 1925 по 1930 год в Свердловске. В сборнике публиковались работы психологов и психиатров. Редактор журнала — Григорий Владимирович Сегалин.
Разрабатывал новое направление в психиатрии, изучая гениальность на основе конституции человека под названием эвроэндокринология. Объяснение эвроэндокринологии:

«Если принять во внимание, что эндокринная система… воздействует на мозг и на центральную… нервную систему вообще, то мы легко убеждаемся, что все наши психические функции находятся под постоянным благотворным или угнетающим действием инкреторных желёз, и нет никакого сомнения, что и кумулятивный компонент одарённости всецело находится под постоянным влиянием желез внутренней секреции»
Галант о Пушкине:

«Александр Сергеевич Пушкин отличался гармоничной функцией обеих долей гипофиза, которая обусловила „недюжинную силу его гения, поражающего молодостью, блеском, красотой и неистощимой энергией“. В то же время Пушкин страдал гипертрофированным развитием половых желез — был „болезненным эротоманом гипергонадального типа“…»
Галант о Есенине:

«…Это был не только больной человек, но и душевно-больной поэт. Поэма „Черный человек“ дает ясную типичную картину алкогольного психоза, которым страдал Есенин. Это типичный алкогольный бред с зрительными и слуховыми галлюцинациями, с тяжелыми состояниями страха и тоски, с мучительной бессонницей, с тяжелыми угрызениями совести и влечения к самоубийству»
Галант поставил диагнозы Горькому:

«Суицидомания, пориомания — мания бродяжничества, склонность к садизму…»
Горький про Галанта сочинил анекдот: «Во сне ко мне явился профессор Галант, он тыкал в меня пальцем и кричал — давно ли ты стал гомосексуалистом?!»
Галант о Дарвине:

«…Ученый обладал даром неотрывного размышления — уникальной способностью неотрывно держать в голове, не переключаясь ни на что другое, одну тему до ее полного логического обоснования…» Психиатр связывал это с «неадекватной функцией адреналовых желез (надпочечников)»
В письмах к Фрейду, называл его «шарлатаном, которому удалось воспользоваться духовной пустотой в Европе после смерти королевы Виктории».
В Хабаровске занимался изучением краевой патологии и разработкой вопросов психопатологии дальневосточного клещевого энцефалита, летне-осеннего комариного (японского) энцефалита, дальневосточного инфекционного геморрагического нефрозо-нефрита. Одновременно занимался изучением психических заболеваний при гриппе, ревматизме, лямблиозе.
Вел консультативную работу в различных психиатрических учреждениях Дальнего Востока (Комсомольск-на-Амуре, Николаевск-на-Амуре, Магадан, Уссурийск, Южно-Сахалинск).
В течение ряда лет был Хабаровским краевым психиатром, членом правления и председателем Хабаровского краевого общества невропатологов и психиатров, членом правления Всесоюзного и Всероссийского общества невропатологов и психиатров, членом Приамурского филиала Географического общества СССР, членом бюро краевого отделения Всесоюзного общества «Знание», заместителем редактора «Трудов Хабаровского медицинского института».
Из автобиографии:

«Вся моя жизнь была посвящена овладению высшими культурными ценностями человечества, стремлению служить народу всеми силами, которыми одарила меня природа и воспитывающая меня социальная среда. Великие идеалы коммунизма не были мне чужды, хотя должен признаться, что до приезда в СССР я не был сознательным коммунистом и представлял себе, что ученый может служить народу, оставаясь вне политики.

Приехав в СССР, я сразу понял свою ошибку, легко убедился, что наука не может быть аполитичной, что наука и искусство лишь тогда могут служить народу, если они в теории широко пользуются марксистскими методами исследования, а на практике выполняют великие заветы Маркса-Энгельса-Ленина. И вот я, как врач-психиатр, принимаю активное участие в социалистическом строительстве великой нашей Родины, а в научной своей деятельности неутомимо работаю над внедрением марксистских методов исследования в психиатрической науке. Марксистской психиатрии я посвящаю всю свою жизнь советского ученого…»
Состоял в переписке с австрийским психоаналитиком, психиатром Зигмундом Фрейдом, писателем Максимом Горьким.
Профессор ДВГМУ, доктор медицинский наук, психиатр Геннадий Колотилин: «На некоторых работах Галанта до 1928 года сказалось влияние фрейдизма... В частности, Галант развивал психосексуальную теорию галлюцинаций. Впервые выдвинул теорию психофизиологии галлюцинаций. Если бы сейчас Галант написал книжку о фрейдизме, то его бы подняли на щит, как выдающегося ученого. А тогда его за это клеймили...».

## Награды[17]
- медаль «За победу над Германией в Великой Отечественной войне 1941—1945 гг.»,
- медаль «За победу над Японией»,
- медаль «За доблестный труд в Великой Отечественной войне 1941—1945 гг.».
- две благодарности от председателя Государственного комитета обороны СССР (ГКО) И. В. Сталина за крупный денежный взнос и сдачу личных золотых и серебряных вещей в фонд обороны во время Великой Отечественной войны.

## Интересные факты
Галант о Ленине:
Общеизвестно, что гений Ленина немало содействовал и содействует подлинно марксистскому пониманию различных проблем психофизиологии и психиатрии. Гениальная книга Ленина „Материализм и эмпириокритицизм“ — настольная книга советских психиатров, Ленина сплошь и рядом цитируют советские учебники психиатрии
Студентам ХГМИ:
Так освоить психиатрию, как Бехтерев, вы не сможете. Но вы должны помнить, что имеете дело с тяжело больными людьми и, общаясь с ними, обязательно соблюдайте все правила медицинской деонтологии [учение о морали и нравственности]…
Объяснение Галанта ученым-оппонентам:

«…Мои научные труды, напечатанные до 1937 г., затерялись в связи с моим арестом. Когда я был освобожден из тюрьмы, то, придя в свою квартиру, занятую одним из врачей психбольницы, своей библиотеки там не нашел. Двадцатилетняя давность работ, о которых идет речь, многое изгладила в моей памяти, тем не менее, я постараюсь осветить эти вопросы.
Прежде всего, даю объяснение по поводу моей статьи „Кретинизм в марксизме“, которая больше всего смущает. Читая марксистскую литературу, я, как психиатр, поразился довольно частому употреблению термина „кретинизм“ для обозначения того или иного проявления тупости в буржуазной науке, философии, политических взглядах. Объяснение этого факта я нашел в том, что сам Карл Маркс пользовался этим термином в вышеупомянутом смысле, а влияние Карла Маркса на его последователей было так сильно, что они подражали его стилю. При желании можно рассматривать эту статью как попытку протаскивания марксистских идей через журнал „Клинический архив гениальности и одаренности“, основанный в 1925 г. в Свердловске доктором Г. Сегалиным, где она была напечатана.
Все комплекты этого журнала были в моей библиотеке, но исчезли вместе с ней. Целью журнала была попытка выяснить загадку гениальности и ее зависимость от наследственности.
Метод исследования был, в основном, патографический, то есть использовались, главным образом, биографические и автобиографические материалы, а также произведения гениальных художников, литераторов, поэтов, философов для характеристики и объяснения проявления их таланта с точки зрения патологии.
Что касается изучения наследственности, то оно сводилось к составлению генеалогических таблиц, и о наследственной отягощенности судили по числу душевнобольных и психопатических личностей среди родственников различных поколений.
Я лично пользовался патографическим методом, а впоследствии создал „эвроэндокринологию“, стараясь на основании произведений великих людей проникнуть в эндокринную их конституцию и объяснить эндокринологический характер и особенности их творчества.
Должен чистосердечно признать, что истинной науки здесь нет ни грамма, и я всецело отрекаюсь от созданной мной эвроэндокринологии, признавая ее спекулятивным мудрствованием. Патографию же я расцениваю как совершенно негодный метод для изучения гениальности.
В моей монографии „Психозы в творчестве Максима Горького“ я анализирую с психической точки зрения описываемые в разных произведениях Горьким картины душевных заболеваний, доказывая, что эти художественные описания отличаются реализмом и соответствуют научным описаниям этих картин в учебниках психиатрии.

В те годы, когда я писал статьи о М. Горьком, я их посылал Горькому и состоял с ним в переписке (Горький находился тогда в Италии). Он проявлял большой интерес к моим статьям и отзывался о них положительно, одобряя нас к дальнейшей работе в этом направлении. В монографии я цитирую некоторые из писем Горького, которые он мне писал по поводу моих работ, касающихся его родни и творчества. Горький прислал мне также несколько своих книг на память, которые опять-таки пропали вместе с моей библиотекой…»
Воспоминания студентов о Галанте:

«Однажды в парке на берегу Амура, гуляя с подругой, мы увидели лежащего на скамейке профессора Галанта. Он лежал на спине с закинутыми за голову руками и смотрел в небо. Было часа три дня. По-видимому, он пришел сюда после работы, рядом с ним на земле стоял портфель. Мы подумали, что ему, может быть, стало плохо, и поэтому он прилег, подошли поближе и спросили: „Что с вами?“. „Я просто отдыхаю, дышу свежим воздухом…“, — ответил он»

## Семья
Трижды женат.
Сын от первого заграничного брака — жил в Австрии, погиб при переезде в СССР при неизвестных обстоятельствах в 1939 году.
Второй брак (1928) — коллега-психиатр Николаева Татьяна Ивановна (1904—1985), в последующем работающая (1954—1963) главным врачом психиатрической больницы № 2 в Ленинграде, ныне больница святого Николая Чудотворца, сын Владимир Галант (род. 1930) работал врачом-травматологом.
Дочь от третьего советского брака — Любовь Ивановна Галант, живёт в Израиле, работает в психиатрической клинике.

## Память

Могила Ивана Борисовича Галанта

Жил в Хабаровске, в доме по ул. Карла Маркса, 49 (где был магазин «Букинист»).
Хабаровская городская клиническая больница носила им. И. Б. Галанта (Хабаровск, ул. Кубяка, 2) с 1996 года по август 2009 года, утратив именное название, в связи с тем, что вошла в состав краевой психиатрической больницы. В 2021 году указом и.о. губернатора Хабаровского края краевой психиатрической больнице присвоена имя Ивана Борисовича Галанта. Таким образом память об организаторе-основателе психиатрической помощи в Хабаровском крае была повторно увековечена.
Исследователь биографии ученого — его ученик Евгений Черносвитов (Москва).
Один из известных учеников — доктор медицинских наук, профессор Геннадий Колотилин (1939—2021) (Хабаровск).

## Труды
Учёный написал более 300 работ, самые известные:
- Галант, И.Б. Новая система конституциональных типов женщин // Казанский медицинский журнал. – 1927. – № 5. – С. 547-555.
- Галант И. Б. Психозы в творчестве Максима Горького. // Клинический архив гениальности и одаренности (эвропатологии). Вып. 2-й. Том IV. Под ред. Г. В. Сегалина. — Свердловск: Гранит; — Л., 1928. — 112 с. (Склад изд. Практическая медицина).
- Галант И. Б. Пирогенная терапия при dementia praecox. // Русская клиника, 1929. Т. 11, № 62. стр. 687—697.
- Галант И. Б. Психосексуальная теория галлюцинаций и алкогаллюцинозов. // Казан. мед. журн, 1929. № 10. стр. 1068—1079.
- Галант И. Б. Пятьдесят лет эпилепсии Кожевникова. / Монография. — Хабаровск: Пограничный транспортник, 1944. — 36 с.
- Галант И. Б. Достижения психиатрии в вопросах изучения весенне-летнего клещевого энцефалита. — Хабаровск, 1945. — 10 с.
- Галант И. Б. Гепатоцеребральные заболевания в психиатрическом освещении. / Монография. — Хабаровск: Пограничный транспортник, 1946. — 52 с.
- Галант И. Б. Дальневосточный клещевой энцефалит. Психопатология и клиника. / Монография. М-во здравоохранения РСФСР, Хабаровский гос. мед. ин-т. — Хабаровск; — Благовещенск: Амурская правда, 1947—1948. — 264 с.
- Галант И. Б. Алкоголизм и борьба с ним. — Хабаровск: Кн. изд., 1954. — 24 с.
- Галант И. Б. Летнее-весенний комариный (японский) энцефалит. Психопатология и клиника, включая очерк сравнительной психопатологии вирусных энцефалитов. / Монография. — Хабаровск, 1955. — 88 с.
- Галант И. Б. 25 лет деятельности Хабаровского краевого общества невропатологов и психиатров — филиал Всероссийского общества невропатологов и психиатров. / Сост.: И. Б. Галант, В. М. Кантер. — Хабаровск, 1958. — 32 с.
- Галант И. Б. Началось с одной рюмки. Сост.: И. Б. Галант, И. Н. Зыков. — Хабаровск: Кн. изд., 1959. — 40 с.
- Галант И. Б. Пьянство и психические болезни. — М.: Медгиз, 1960. — 32 с. (Научно-популярная медицинская литература).
- Галант И. Б. Началось с одной рюмки. Сост.: И. Б. Галант, И. Н. Зыков. Изд. доп. и перераб. — Хабаровск: Кн. изд., 1961. — 44 с.
- Труды Хабаровского медицинского института. Тезисы докладов на V научной сессии 24-28 мая 1947 г. Сборник IX. Под ред. А. М. Дыхно и И. Б. Галант, С. К. Нечепаева. — Хабаровск: ОГИЗ-Дальгиз, 1948. — 82 с.
- Сборник научных работ. Вып. 5. Труды научной конференции, посвященной 20-летию изучения клещевого энцефалита на Дальнем Востоке. Инфекционный геморрагический нефрозо-нефрит, североазиатский клещевой сыпной тиф. Ред. коллегия: А. М. Крупникова, Л. А. Верета, И. Б. Галант, И. С. Жданов, А. В. Маслов, С. Е. Шапиро. — Хабаровск, 1959. — 196 с.